# Peripsychoda agrestis
Peripsychoda agrestis és una espècie d'insecte dípter pertanyent a la família dels psicòdids.

## Descripció
- Femella: ulls separats per 3 facetes de diàmetre; sutura interocular en forma d'una "V" invertida, tot i que interrompuda al mig; occipuci obtús; front amb una àrea pilosa triangular; antenes d'1,05 mm de llargària i amb l'escap dues vegades la mida del pedicel; ales de 2,02 mm de longitud i 0,85 d'amplada, amb les membranes clapades de marró, la vena subcostal acabant lliure, sense unir-se a R1; fèmur més llarg que la tíbia; placa subgenital acabant en dos lòbuls allargats, els quals es corben cap enfora lluny l'un de l'altre; espermateca amb fortes reticulacions basals.[3]
- El mascle no ha estat encara descrit.

## Distribució geogràfica
És un endemisme de Nova Guinea.